# Daybul

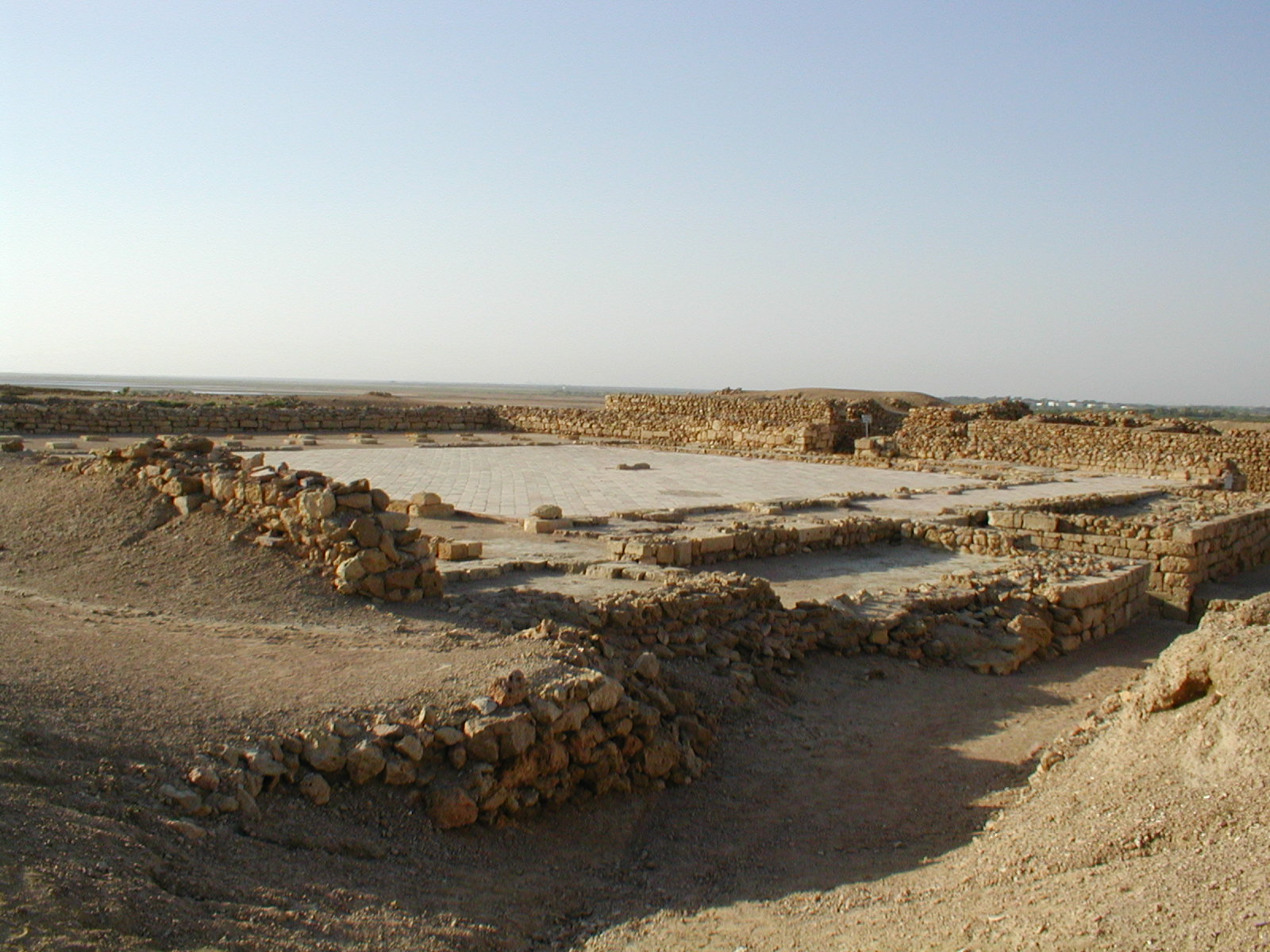
Possible emplaçament de la primera mesquita de l'Índia a Daybul.

Daybul (també Dehal i Dewal) fou una antiga vila del Sind, que portava el seu nom perquè tenia un temple (dewal, sànscrite devalaya) d'idols (budd). Era a una badia (khwar) a l'oest de Mihran.
Al segle viii estava poblada per la tribu Med. Els àrabs la van atacar dues vegades per mar sense èxit, sota la direcció de Ubayd Allah ibn Nabhan i Budayi ibn Tahia al-Badjali. Però fou la primera ciutat del Sind a ser conquerida pels àrabs dirigits per Muhammad ibn al-Kasim al-Thakafi (gendre del califa, de menys de 20 anys) que el 710/711 dirigí per terra una expedició de càstig contra el radja Dahir, rei del Sind, al que feia responsable d'ajudar a uns pirates que s'havien apoderat a Daybul d'uns vaixells carregats de musulmans que anaven a la Meca. Ubayd Allah va utilitzar la mandjanik per primer cop a l'Índia; la ciutat estava dominada per una torre de 37 metres d'altura on hi havia hissada una gran bandera vermella considerada el símbol de la inexpugnabilitat de la ciutat, i una stupa budista, que probablement era el "dewal" que li donà nom. La mandjanik va llençar grans blocs de pedres una de les quals va abatre la torre i la bandera. El vencedor va oferir condicions generoses de pau als vençuts, als que va assegurar protecció com a dhimmis. Va construir allí la primera mesquita de l'Índia i hi va establir 4000 famílies àrabs a un barri de nova construcció. L'stupa fou demolida i anys després convertida en presó per Anbasa ibn Ishak al-Dabbi, governador del Sind amb seu a Daybul vers el 846. La ciutat fou en gran part destruïda per un terratrèmol el 893; van morir milers d'habitants.
Vers el segle x, ja reconstruïda, fou potser la seu de Bhambo Raja, i va agafar el nom de Bhambor o Bhambore d'aquest sobirà.
El 1221 el xa de Coràsmia Djalal al-Din Manguberti, va arribar al Sind, i va atacar la ciutat que va ocupar i va construir una djami masdjid al lloc d'un temple d'idols el que voldria dir que al segle xiii aquestes pràctiques, segurament budistes, no havien desaparegut i eren practicades encara per part de la població. Fou visitada el 1239 per Radi al-Din Hasan ibn Muhammad al-Saghani, que es refereix a l'hàbit dels rics locals de dedicar-se a la pirateria.
La ciutat desaparegué posteriorment en una data desconeguda a l'entorn del 1250 i per causes no determinades, i no s'ha localitzat el seu emplaçament. El departament d'arqueologia del Pakistan va iniciar excavacions a Bhambore o Bhanbore el 1958 però els resultats no han pogut determinar amb seguretat si es tracta de Daybul.